# Martin Bell (Politiker)

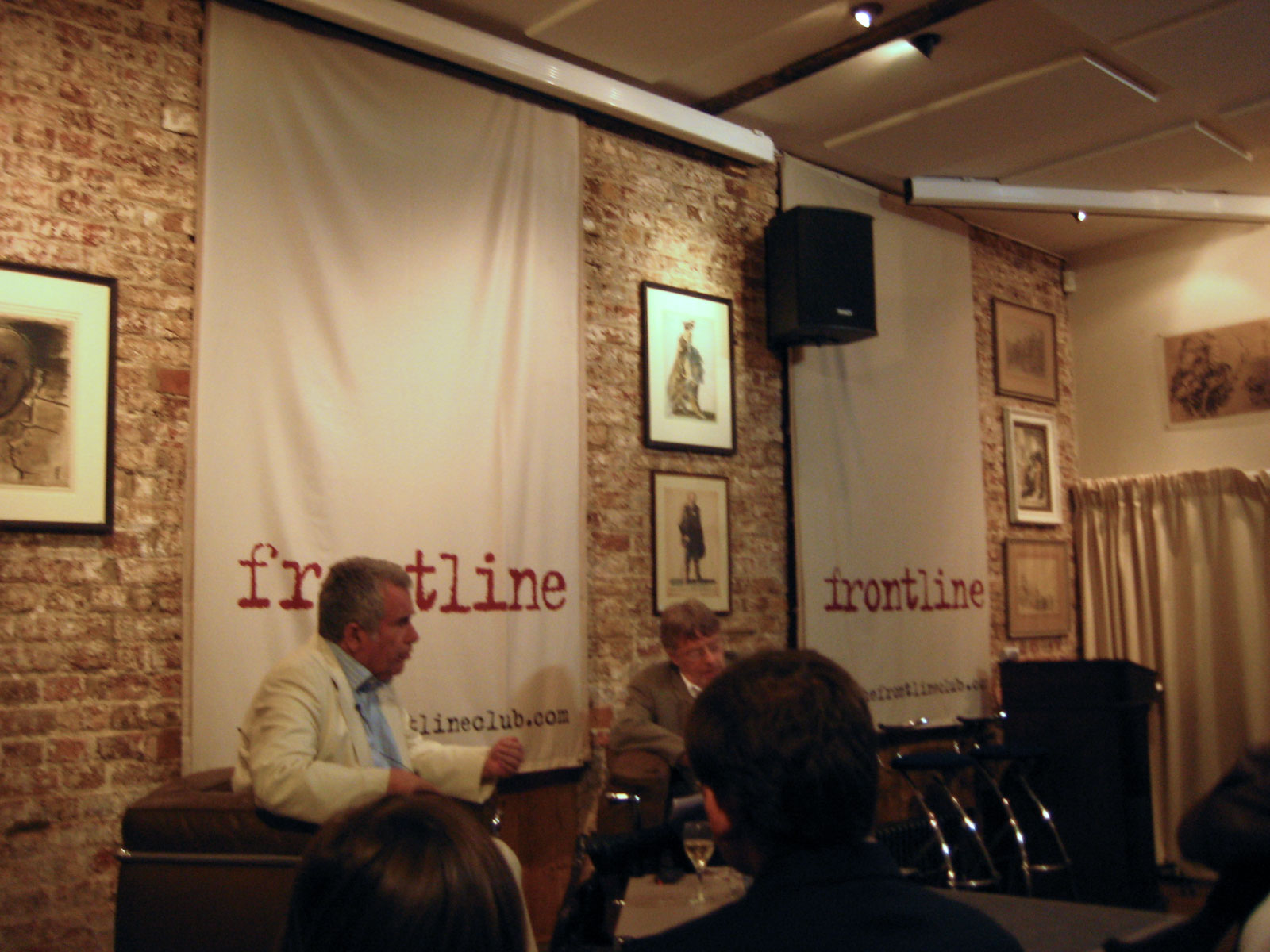
Martin Bell spricht vor dem Frontline Club

Martin Bell (* 31. August 1938 in Redisham, Suffolk) ist ein ehemaliger britischer Nachrichtensprecher und Politiker.
Nach Abschluss des King’s College in Cambridge arbeitete er ab 1962 für die BBC als Auslandskorrespondent. Für seine Arbeit wurde er 1977 und 1993 als Royal Television Society's Reporter of the Year ausgezeichnet und erhielt 1992 den Order of the British Empire.
Nach seinem Rücktritt repräsentierte er als unabhängiger Kandidat von 1997 bis zu seinem erfolglosen Antritt zur Wiederwahl 2001 seinen Wahlkreis Tatton im britischen Parlament. Bei der Unterhauswahl 2001 kandidierte er erfolglos im Wahlkreis Brentwood and Ongar. Er ist nun als Botschafter für die UNICEF tätig und trat 2004 erfolglos als Kandidat für die Wahlen zum Europäischen Parlament an.
| Personendaten    | Personendaten                                |
| ---------------- | -------------------------------------------- |
| NAME             | Bell, Martin                                 |
| KURZBESCHREIBUNG | britischer Nachrichtensprecher und Politiker |
| GEBURTSDATUM     | 31. August 1938                              |
| GEBURTSORT       | Redisham, Suffolk                            |